# Silo (Oklahoma)
Silo és un poble dels Estats Units a l'estat d'Oklahoma. Segons el cens del 2000 tenia 282 habitants.

## Demografia
Segons el cens del 2000, Silo tenia 282 habitants, 103 habitatges, i 81 famílies. La densitat de població era de 209,4 habitants per km².
Dels 103 habitatges en un 36,9% hi vivien nens de menys de 18 anys, en un 69,9% hi vivien parelles casades, en un 6,8% dones solteres, i en un 20,4% no eren unitats familiars. En el 18,4% dels habitatges hi vivien persones soles el 6,8% de les quals corresponia a persones de 65 anys o més que vivien soles. El nombre mitjà de persones vivint en cada habitatge era de 2,74 i el nombre mitjà de persones que vivien en cada família era de 3,07.
Per edats la població es repartia de la següent manera: un 26,6% tenia menys de 18 anys, un 9,6% entre 18 i 24, un 26,2% entre 25 i 44, un 27,3% de 45 a 60 i un 10,3% 65 anys o més.
L'edat mediana era de 38 anys. Per cada 100 dones de 18 o més anys hi havia 86,5 homes.
La renda mediana per habitatge era de 39.375 $ i la renda mediana per família de 42.159 $. Els homes tenien una renda mediana de 31.500 $ mentre que les dones 26.818 $. La renda per capita de la població era de 15.681 $. Entorn de l'1,4% de les famílies i el 2,3% de la població estaven per davall del llindar de pobresa.

## Poblacions més properes
El següent diagrama mostra les poblacions més properes.